# My Love Is Your Love (bài hát)
"My Love Is Your Love" là một bài hát của nghệ sĩ thu âm người Mỹ Whitney Houston nằm trong album phòng thu thứ tư cùng tên của cô, phát hành năm 1998. Nó được viết lời và sản xuất bởi Wyclef Jean và Jerry Duplessis với sự kết hợp giữa R&B và reggae fusion. Ngoài phiên bản này, một phiên bản phối lại mang phong cách dance được sản xuất bởi Jonathan Peters cũng được phát hành. Bài hát được phát hành như là đĩa đơn thứ tư trích từ album vào ngày 3 tháng 7 năm 1999 bởi Arista Records.
Sau khi phát hành, "My Love Is Your Love" nhận được những phản ứng tích cực từ các nhà phê bình âm nhạc, trong đó họ đánh giá cao quá trình sản xuất của nó cũng như chất giọng của Houston thể hiện trong bài hát. Về mặt thương mại, nó đã trở thành một trong những bài hát trứ danh của Houston và gặt hái những thành công vượt trội trên toàn cầu. Bài hát đứng đầu bảng xếp hạng ở New Zealand, và lọt vào top 5 ở Áo, Bỉ (Flanders), Đan Mạch, Đức, Ireland, Hà Lan, Na Uy, Tây Ban Nha, Thụy Điển, Thụy Sĩ và Vương quốc Anh cũng như vươn đến top 10 ở hầu hết những thị trường nó xuất hiện, và trở thành đĩa đơn thành công nhất của cô tại những quốc gia này kể từ "I Will Always Love You (1992). Tại Hoa Kỳ, nó đạt vị trí thứ tư trên bảng xếp hạng Billboard Hot 100, giúp cô trở thành nghệ sĩ đầu tiên đạt được ít nhất một đĩa đơn lọt vào top 10 ở ba thập niên 1980, 1990 và 2000.
Video ca nhạc của "My Love Is Your Love" được đạo diễn Kevin Bray với bối cảnh vào một buổi tối mất điện ở một thành phố, trong đó Houston đi bộ xung quanh thành phố và trình diễn bài hát trước một đám đông. Để quảng bá bài hát, nữ ca sĩ đã trình diễn nó trên nhiều chương trình truyền hình và lễ trao giải khác nhau, bao gồm The Rosie O'Donnell Show, Today, Top of the Pops, The Oprah Winfrey Show, giải thưởng Âm nhạc Mỹ năm 1999 và giải Âm nhạc châu Âu của MTV năm 1999. Ngoài ra, bài hát cũng xuất hiện trong danh sách trình diễn của tất cả các chuyến lưu diễn của nhóm kể từ khi phát hành. "My Love Is Your Love" còn xuất hiện trong nhiều album tổng hợp của Houston như Whitney: The Greatest Hits (1990), The Ultimate Collection (2007) và I Will Always Love You: The Best of Whitney Houston (2012). Nó cũng được hát lại và sử dụng làm nhạc mẫu bởi nhiều nghệ sĩ như Trisha Yearwood và dàn diễn viên của Glee.

## Danh sách bài hát
| - Đĩa 12" tại Hoa Kỳ - A. "My Love Is Your Love" (Jonathan Peters' Vocal Mix) ― 13:46 - B1. "My Love Is Your Love" (Thunderpuss 2000 Severe Dub) ― 8:31 - B2. "My Love Is Your Love" (bản album) ― 4:24 - C1. "My Love Is Your Love" (Thunderpuss 2000 Club Mix) ― 8:28 - C2. "My Love Is Your Love" (bản album) (không lời) ― 4:24 - D1. "My Love Is Your Love" (Wyclef Remix) ― 4:10 - D2. "My Love Is Your Love" (Salaam Remix) ― 4:11 - Đĩa 12" quảng bá tại Hoa Kỳ #1 - A1. "My Love Is Your Love" (Wyclef Remix) ― 4:22 - A2. "My Love Is Your Love" (bản album) ― 4:18 - A3. "My Love Is Your Love" (Salaam Remix) ― 5:33 - B1. "My Love Is Your Love" (Wyclef Remix) (không lời) ― 4:23 - B2. "My Love Is Your Love" (bản album) (không lời) ― 4:24 - B3. "My Love Is Your Love" (Salaam Remix) (không lời) ― 5:36 - Đĩa 12" quảng bá tại Hoa Kỳ #2 - A1 "My Love Is Your Love" (Jonathan Peters' Tight Mix) ― 8:23 - A2 "My Love Is Your Love" (Jonathan Peters' Mixshow) ― 5:00 - B1 "My Love Is Your Love" (Thunderpuss Severe Dub) ― 8:31 - B2 "My Love Is Your Love" (Acappella) ― 4:16 - Đĩa CD maxi tại Hoa Kỳ 1. "My Love Is Your Love" (Wyclef Remix) ― 4:10 2. "My Love Is Your Love" (Salaam Remix) ― 4:11 3. "My Love Is Your Love" (Jonathan Peters' Radio Mix) ― 4:30 4. "My Love Is Your Love" (Thunderpuss 2000 Radio Mix) ― 4:11 5. "My Love Is Your Love" (Jonathan Peters' Vocal Club Mix) ― 13:46 6. "My Love Is Your Love" (Thunderpuss 2000 Club Mix) ― 8:28 7. "My Love Is Your Love" (Thunderpuss 2000 Severe Dub) ― 8:31 8. "It's Not Right but It's Okay" (KCC's Release The Love Groove Mix) ― 7:05 | - Đĩa CD maxi tại Úc 1. "My Love Is Your Love" (bản album) ― 4:22 2. "My Love Is Your Love" (Wyclef Remix) ― 4:19 3. "It's Not Right But It's Okay" (KCC's Release The Love Groove Bootleg Mix) ― 7:03 4. "My Love Is Your Love" (Thunderpuss 2000 Club Mix) ― 8:30 5. "My Love Is Your Love" (Jonathan Peters' Vocal Club Mix) ― 13:48 - Đĩa CD maxi tại Anh quốc 1. "My Love Is Your Love" (Radio Edit) ― 4:03 2. "My Love Is Your Love" (Wyclef Mix) ― 4:23 3. "My Love Is Your Love" (Salaam Remi Remix) ― 4:12 4. "It's Not Right But It's Okay" (KCC's Release The Love Groove Bootleg Mix) ― 7:04 - Đĩa CD maxi tại châu Âu (The Remixes) 1. "My Love Is Your Love" (radio chỉnh sửa) ― 4:04 2. "My Love Is Your Love" (Wyclef Mix Feat. Dyme) ― 4:22 3. "My Love Is Your Love" (Jonathan Peters Tight Mix) ― 8:23 4. "My Love Is Your Love" (Thunderpuss Radio Mix) ― 4:11 5. "My Love Is Your Love" (Marvel & Eily South Side Mix) ― 7:14 - Đĩa CD quảng bá tại Hoa Kỳ 1. "My Love Is Your Love" (radio chỉnh sửa) ― 4:23 2. "My Love Is Your Love" (radio chỉnh sửa không lời) ― 4:27 3. "My Love Is Your Love" (Call Out Research Hook) ― 0:13 - Đĩa CD tại châu Âu 1. "My Love Is Your Love" (radio chỉnh sửa) ― 4:03 2. "My Love Is Your Love" (Wyclef Mix) ― 4:23 - Đĩa CD tại Anh quốc 1. "My Love Is Your Love" (radio chỉnh sửa) ― 4:03 2. "My Love Is Your Love" (Wyclef Mix) ― 4:23 3. "My Love Is Your Love" (Marvel & Eily Vocal Mix) ― 7:14 |

## Xếp hạng
| Bảng xếp hạng (1999-2000)                | Vị trí cao nhất |
| ---------------------------------------- | --------------- |
| Úc (ARIA)                                | 27              |
| Áo (Ö3 Austria Top 40)                   | 2               |
| Bỉ (Ultratop 50 Flanders)                | 3               |
| Bỉ (Ultratop 50 Wallonia)                | 9               |
| Brazil (ABPD)                            | 8               |
| Canada (Soundscan)                       | 10              |
| Canada Dance (RPM)                       | 5               |
| Đan Mạch (Tracklisten)                   | 5               |
| Châu Âu (European Hot 100 Singles)       | 1               |
| Phần Lan (Suomen virallinen lista)       | 12              |
| Pháp (SNEP)                              | 10              |
| Đức (Official German Charts)             | 2               |
| Ireland (IRMA)                           | 2               |
| Hà Lan (Dutch Top 40)                    | 3               |
| Hà Lan (Single Top 100)                  | 2               |
| New Zealand (Recorded Music NZ)          | 1               |
| Na Uy (VG-lista)                         | 4               |
| Scotland (OCC)                           | 3               |
| Tây Ban Nha (PROMUSICAE)                 | 4               |
| Thụy Điển (Sverigetopplistan)            | 2               |
| Thụy Sĩ (Schweizer Hitparade)            | 2               |
| Anh Quốc (OCC)                           | 4               |
| Anh Quốc R&B (OCC)                       | 1               |
| Hoa Kỳ Billboard Hot 100                 | 4               |
| Hoa Kỳ Dance Club Songs (Billboard)      | 1               |
| Hoa Kỳ Hot R&B/Hip-Hop Songs (Billboard) | 2               |
| Hoa Kỳ Pop Airplay (Billboard)           | 10              |
| Hoa Kỳ Rhythmic (Billboard)              | 21              |

| Bảng xếp hạng (1999)                 | Vị trí |
| ------------------------------------ | ------ |
| Australia (ARIA)                     | 109    |
| Austria (Ö3 Austria Top 40)          | 6      |
| Belgium (Ultratop Flanders)          | 13     |
| Belgium (Ultratop Wallonia)          | 46     |
| Denmark (Tracklisten)                | 3      |
| Europe (European Hot 100)            | 7      |
| France (SNEP)                        | 33     |
| Germany (Official German Charts)     | 5      |
| Netherlands (Dutch Top 40)           | 8      |
| Netherlands (Single Top 100)         | 15     |
| New Zealand (Recorded Music NZ)      | 18     |
| Sweden (Sverigetopplistan)           | 17     |
| Switzerland (Schweizer Hitparade)    | 5      |
| UK Singles (Official Charts Company) | 22     |
| US Billboard Hot 100                 | 73     |
| US Hot Dance Club Songs (Billboard)  | 3      |
| US Hot R&B/Hip-Hop Songs (Billboard) | 33     |
| Bảng xếp hạng (2000)                 | Vị trí |
| US Billboard Hot 100                 | 47     |

| Bảng xếp hạng (1990–99)     | Vị trí |
| --------------------------- | ------ |
| Austria (Ö3 Austria Top 40) | 33     |
| Netherlands (Dutch Top 40)  | 77     |

## Chứng nhận
| Quốc gia | Chứng nhận | Số đơn vị/doanh số chứng nhận |
| --- | ---------- | ----------------------------- |
| Áo (IFPI Áo) | Bạch kim   | 50.000*                       |
| Bỉ (BEA) | Vàng       | 25.000*                       |
| Đức (BVMI) | Bạch kim   | 500,000^                      |
| New Zealand (RMNZ) | Vàng       | 5.000*                        |
| Thụy Điển (GLF) | Bạch kim   | 30.000^                       |
| Thụy Sĩ (IFPI) | Bạch kim   | 50.000^                       |
| Anh Quốc (BPI) | Bạch kim   | 600.000‡                      |
| Hoa Kỳ (RIAA) | Bạch kim   | 1,500,000                     |
| * Chứng nhận dựa theo doanh số tiêu thụ. ^ Chứng nhận dựa theo doanh số nhập hàng. ‡ Chứng nhận dựa theo doanh số tiêu thụ và phát trực tuyến. |            |                               |